# Currie Cup 1947
La Currie Cup de 1947 fue la vigésimo segunda edición del principal torneo de rugby provincial de Sudáfrica.
El campeón fue el equipo de Western Province quienes obtuvieron su décimo séptimo campeonato.

## Clasificación

### Sección Norte
| Pos. | Equipo                  | Encuentros | Encuentros | Encuentros | Encuentros | Tantos | Tantos | Tantos | Puntos |
| Pos. | Equipo                  | PJ         | PG         | PE         | PP         | F      | C      | Dif    | Puntos |
| ---- | ----------------------- | ---------- | ---------- | ---------- | ---------- | ------ | ------ | ------ | ------ |
| 1.º  | Western Province        | 6          | 5          | 0          | 1          | 125    | 31     | +94    | 10     |
| 2.º  | Eastern Province        | 6          | 4          | 0          | 2          | 57     | 28     | +29    | 8      |
| 3.º  | Boland                  | 6          | 3          | 1          | 2          | 45     | 38     | +7     | 7      |
| 4.º  | Rhodesia                | 6          | 3          | 1          | 2          | 45     | 39     | +6     | 7      |
| 5.º  | Border                  | 6          | 3          | 0          | 3          | 79     | 59     | +20    | 6      |
| 6.º  | South Western Districts | 6          | 1          | 0          | 5          | 32     | 105    | -73    | 2      |
| 7.º  | North Eastern Districts | 6          | 1          | 0          | 5          | 36     | 119    | -83    | 2      |

### Sección Sur
| Pos. | Equipo             | Encuentros | Encuentros | Encuentros | Encuentros | Tantos | Tantos | Tantos | Puntos |
| Pos. | Equipo             | PJ         | PG         | PE         | PP         | F      | C      | Dif    | Puntos |
| ---- | ------------------ | ---------- | ---------- | ---------- | ---------- | ------ | ------ | ------ | ------ |
| 1.º  | Transvaal          | 5          | 5          | 0          | 0          | 87     | 35     | +52    | 10     |
| 2.º  | Northern Transvaal | 5          | 4          | 0          | 1          | 101    | 32     | +69    | 8      |
| 3.º  | Griqualand West    | 5          | 3          | 0          | 2          | 44     | 61     | -17    | 6      |
| 4.º  | Orange Free State  | 5          | 2          | 0          | 3          | 53     | 67     | -14    | 4      |
| 5.º  | Natal              | 5          | 0          | 1          | 4          | 40     | 86     | -46    | 1      |
| 6.º  | Western Transvaal  | 5          | 0          | 1          | 4          | 24     | 68     | -44    | 1      |

### Final
| 1947 | Western Province | 16 - 12 | Transvaal | Ciudad del Cabo, |  |

## Campeón
| Bandera de Sudáfrica     |
| Campeón Western Province |
| Décimo séptimo título    |